# فلگ اسمشرها
فلگ اسمشرها (به انگلیسی: Flag Smashers) یک گروه ضد ملی‌گرا و آنارشیست در کتاب‌های کمیک آمریکایی منتشر شده مارول متشکل از ابر سربازهایی بودند که خواسته‌شان بازگشت زمین به حالت پیش از رویداد بلیپ بود.

## شکل‌گیری
در سال ۲۰۱۸، بشکن تانوس باعث از بین رفتن پنجاه درصد جمعیت جهان شد. در سال‌های بعدی، ملت‌ها و مردم جهان با هم متحد شدند و به عنوان یک ملت همکاری کردند. پنج سال بعد، زمانی که انتقام‌جویان بشکن را عملی کرد، میلیاردها نفر تحت تأثیر این رویداد قرار گرفتند و شمار افراد بی‌خانمان یا فقیر افزایش یافت. برای مقابله با این اتفاق، شورای جهانی بازگردانی ایجاد شد تا کمک‌هایی را به آواره‌شدگان ارائه‌کند. به دنبال بشکن، دیگر ملل متحد که قبلاً با هم متحد شده بودند تمایلی به همکاری نداشتند.
کارلی مورگنتا، رهبر فلگ اسمشرها و بازماندگان بشکن، معتقد بود که شورای جهانی بازگردانی به افراد ناپدید شده اهمیت می‌دهد و توجهی به بازماندگان حادثه بشکن که پنج سال به سختی زندگی کرده‌اند، نداشته‌است. از این رو او و همفکرانش گروه فلگ اسمشرها را تشکیل دادند و هدف خود را بازگشت همه چیز به روال گذشته اعلام کردند. شعار آن‌ها جهانی متحد و بدون مرز و میهن‌پرستی بود که در مواقع ضروری به یکدیگر کمک می‌کنند. نشان آن‌ها یک دست بود که کف آن کره زمین نقش بسته بود، که شعار آن‌ها را تداعی می‌کرد.

## حضور در رسانه‌ها
اعضای این گروه در سریال فالکون و سرباز زمستان حضور داشتند.